# رانسفورد سميث

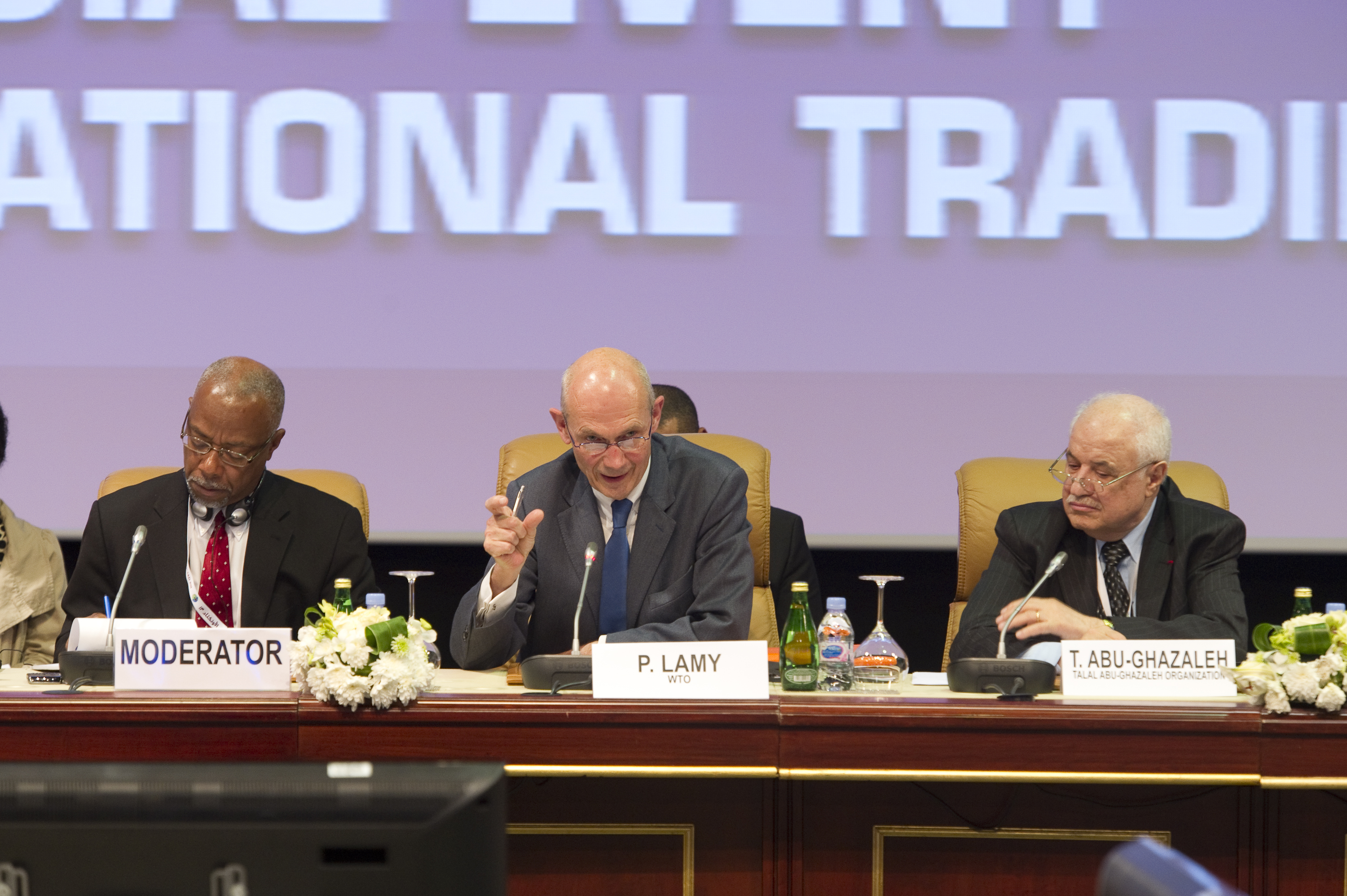
رانسفورد سميث (إلى اليسار) في مؤتمر الأونكتاد الثالث عشر

رانسفورد سميث، ولد في (23 يوليو 1949) هو موظف حكومي من جامايكا، شغل منصب نائب الأمين العام للشوؤن الإقتصاية والتنمية في كومين وليث الأمم من عام 2006 حتى عام 2013.
دبلوماسي محترف منذ مايقارب 30 عاماً في الخدمة العامة والخارجية لدى جامايكا. السيد سميث شغل سابقاً منصب السيكرتير الدائم لوزارة التجارة والتكنولوجيا، وايضاً السيكرتير الدائم لوزارة الصناعة والاستثمار. كما تضمنت مسيرتة مناصب في سفارة جامايكا في واشنطن العاصمة، وبعثة جامايكا للأمم المتحدة في نيويورك.
سميث هو أول جاميكي يشغل منصب نائب الأمين العام للكومين ويلث، كان ايضاً الممثل الدائم لجامايكا لدى مكتب الأمم المتحدة ووكالاتها المتخصصة في جنيف، روما وفيينا.
كان السيد سميث أيضًا سفيراً لجامايكا لدى منظمة التجارة العالمية (WTO) كما انه عمل سفيراً في عدد من الدول الأوروبية.
يمتلك الخبرة الواسعة في المشاركة في الهيئات الاقتصادية والإنمائية متعددة الأطراف.
وكان رئيس لجنة التجارة والتنمية التابعة لمنظمة التجارة العالمية منذ عام 2000 حتى عام 2001.
ورئيس مجموعة الكومنويلث للبلدان النامية في جنيف منذ عام 2001 حتى عام 2002.
ورئيس مجلس التجارة والتنمية التابع لمؤتمر الأمم المتحدة للتجارة والتنمية. (الأونكتاد) منذ عام 2005 حتى عام 2006.
قاد وفودًا جامايكية إلى المؤتمرات الدولية، بالإضافة إلى مؤتمر الدوحة الوزاري لمنظمة التجارة العالمية (WTO). كما انه شغل منصب كبير المفاوضيين والمتحدث باسم مجموعة 77 والصين في الاونكتاد 11 يونيو 2004.
سميث حاصل على ماجستير في العلاقات الدولية وماجستير في إدارة الأعمال في الإدارة المالية.
تم تعيينة كقائد لوسام التميز في جامايكا للخدمة المتميزة في الشؤون الخارجية في عام 2005.

## هامش
- السيرة الذاتية على الموقع الرسمي لأمانة الكومنولث

منحت امانة الكومينويلث الإذن باستخدام هذه السيرة الذاتية في ويكيبيديا.
- بيان السيد سميث في الاجتماع العام الرفيع المستوى للجمعية العامة بشأن الأهداف الإنمائية للألفية. الأمم المتحدة، نيويورك، 22 سبتمبر 2010.
- بيان رئيس مجلس التجارة والتنمية، سعادة السفير رانسفورد سميث (جامايكا)، في الاجتماع الخاص رفيع المستوى مع مؤسسات بريتون وودز ومنظمة التجارة العالمية والأونكتاد.

## روابط خارجية
- الموقع الرسمي لأمانة الكومنولث